# Częstochowski Obszar Rudonośny

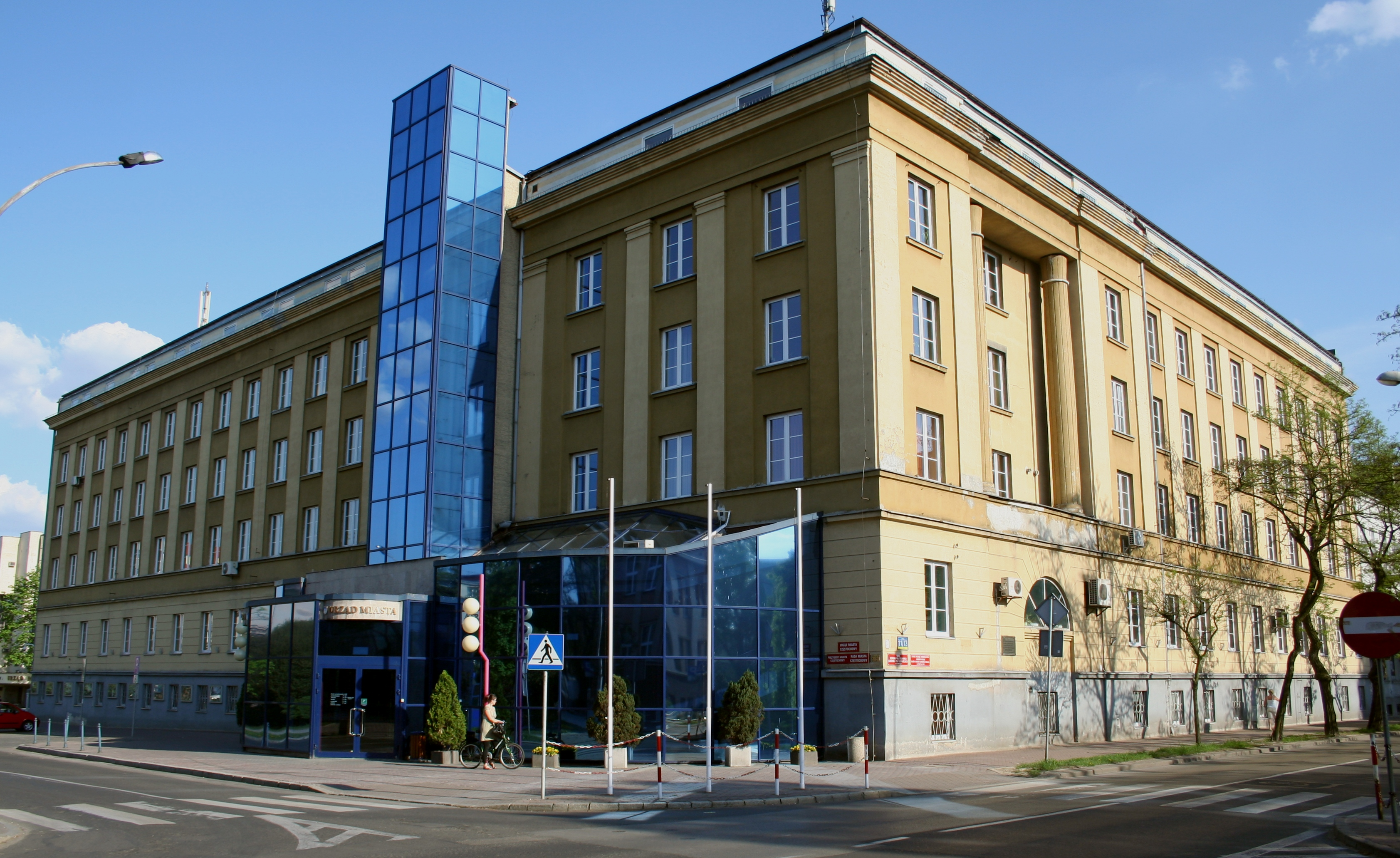
Dawny budynek Zjednoczenia Górnictwa Rud Żelaza, obecnie Urząd Miasta w Częstochowie

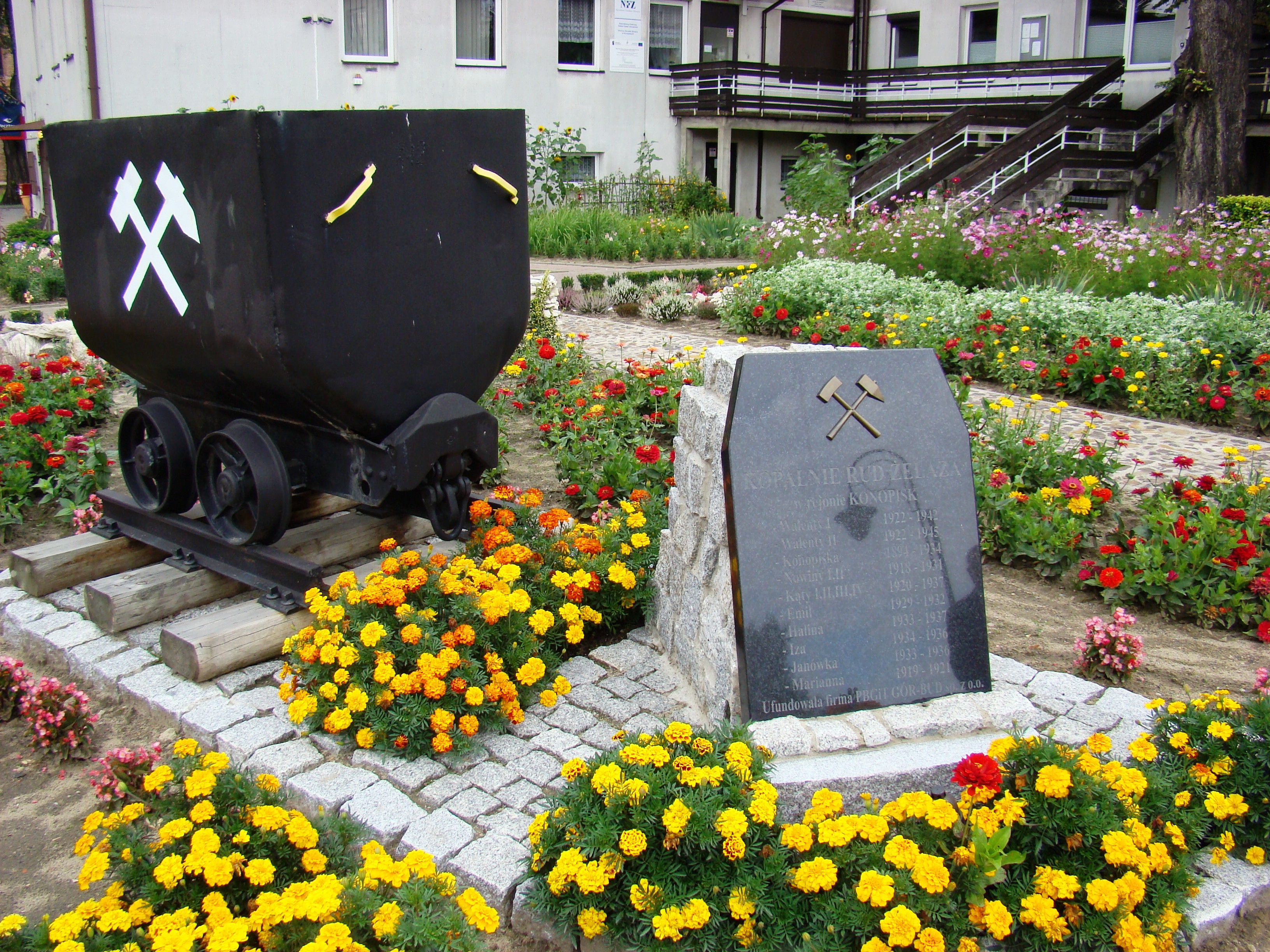
Pomnik kopalni rud żelaza w Konopiskach

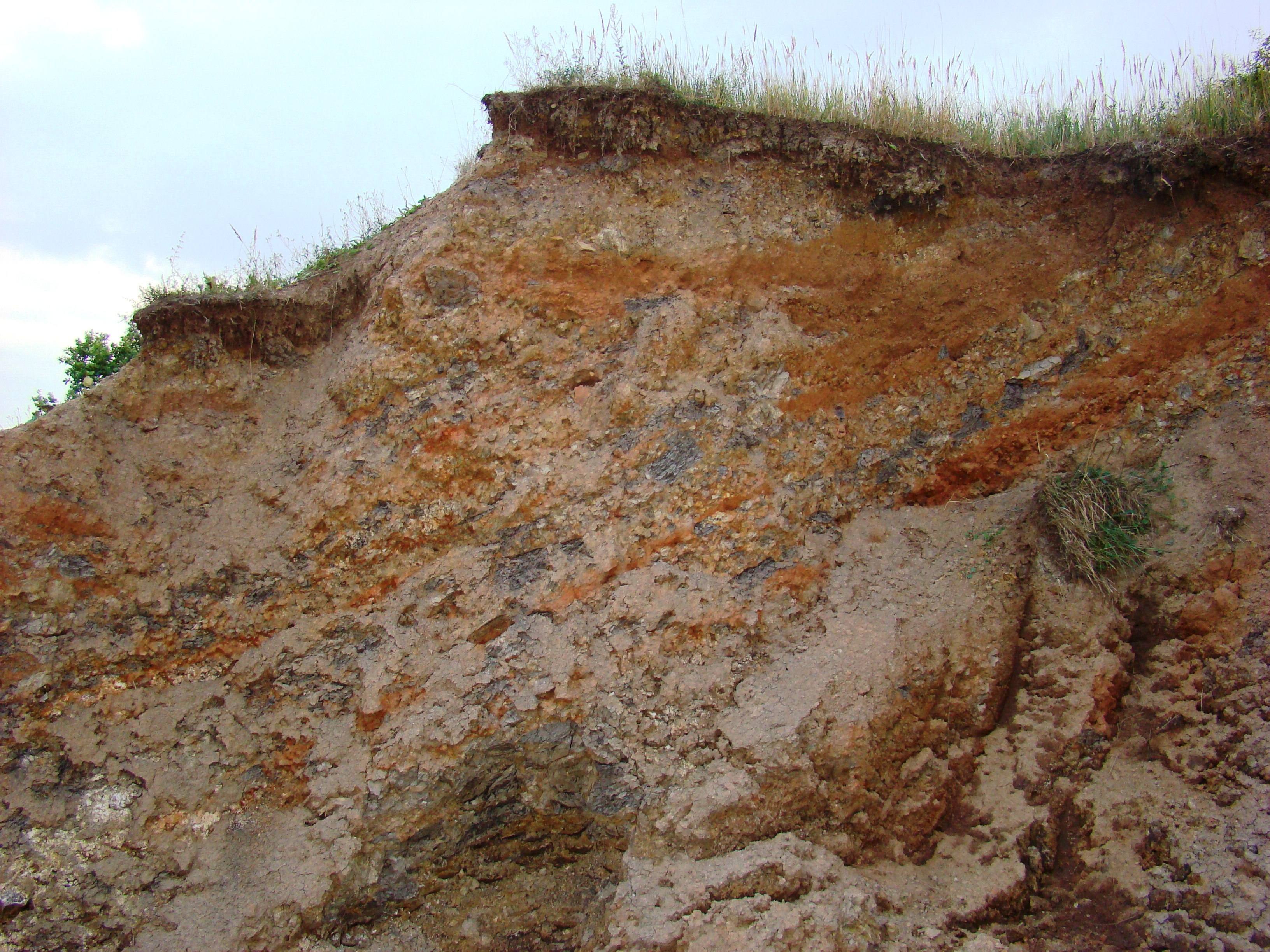
Przekrój hałdy kopalni „Józef” w Jastrzębiu

Częstochowski Obszar Rudonośny lub Częstochowskie Zagłębie Rudonośne lub Częstochowski Okręg Rudny – złoża rud żelaza ciągnące się od Zawiercia po Wieluń na długości około 120 kilometrów, przy szerokości złoża od 2 do 20 kilometrów, powstały w środkowym okresie ery mezozoicznej (jura środkowa, dogger).

## Złoża
Złoża rudy żelaza na terenie Polski występują w czterech obszarach. Oprócz Zagłębia Częstochowskiego, wyróżnia się Zagłębie Staropolskie, Zagłębie kujawskie (łęczyckie) oraz Obszar Dolnośląski. Na obszarze częstochowskim występują sferosyderyty i ruda pokładowa.
W zagłębiu Częstochowskim udokumentowano 27 złóż, w kategoriach A+B+C1 i C2 o łącznych zasobach rud żelaza 426 mln Mg (w przeliczeniu na żelazo 128 mln Mg). Granicę zachodnią ustalono na podstawie prowadzonych od wieków robót górniczych, które lokalizowane były na wychodniach. Jako granicę północną przyjęto linię przebiegającą przez miejscowości Naramice, Nietuszyna, Skrzynno, gdzie w 1938 roku badania prowadził Państwowy Instytut Geologiczny. Wschodnią granicę przyjęto jako umowną, wynikała ona z zasięgu rozpoznania i udokumentowania zasobów syderytów ilastych w kategoriach C1 i C2. Zapadnie warstw iłów rudonośnych przebiega w kierunku północno-wschodnim, nachylenie wynosi 1-3°. Opisany wyżej obszar ma podłużny kształt długości około 130 km i szerokości od 2 do 15 km a jego powierzchnia wynosi około 1200 km².
Ruda występuje pod dwoma postaciami: jako sferosyderyt (owalne konkrecje o średnicy ok. 0,15 m, zawartość żelaza do 41% Fe) i ruda pokładowa – główne bogactwo częstochowskich złóż, o średniej grubości 0,15–0,35 m i zawartości 28–33% Fe. Substancją rudną w obu przypadkach jest węglan żelaza FeCO3, wymieszany z minerałami ilastymi oraz węglanami wapnia, magnezu i kwarcu.
Serię rudonośną dzieli się na trzy poziomy. Najwyżej zalegający poziom stropowy, składający się najczęściej z dwóch pokładów o grubości do 15 cm. Na głębokości 30-50 metrów poniżej poziomu stropowego występuje poziom środkowy. Charakteryzuje się on zmienną miąższością, zwykle wyróżnia się w nim 3 warstwy rudy. Na głębokości 75 m pod poziomem środkowym zalega pokład spągowy, najważniejszy pod względem górniczym. Składa się z kilku warstw o grubości dochodzącej do 0,4 m. Poszczególne warstwy mieszczą się zwykle w furcie 1,2 m.

## Eksploatacja

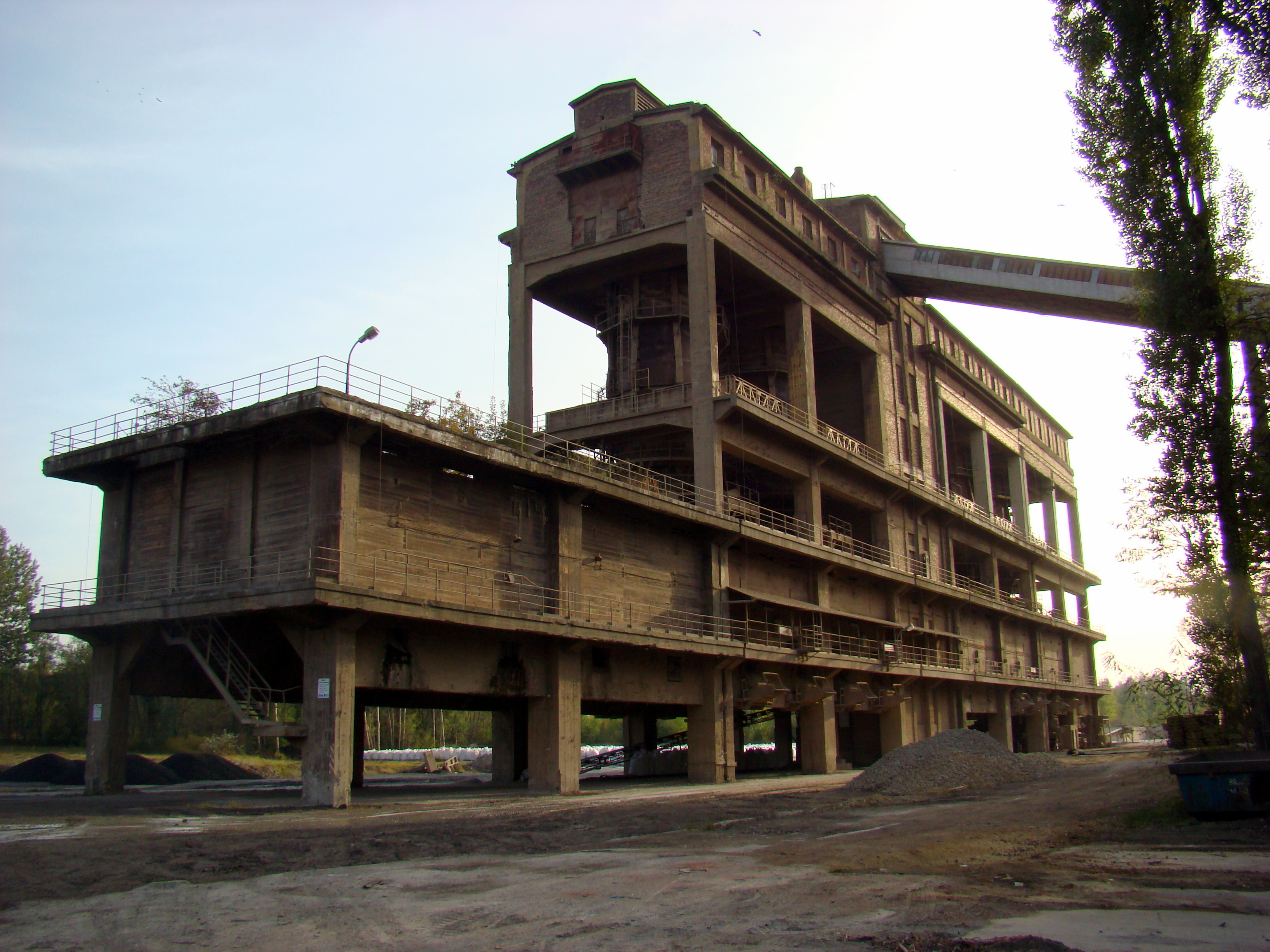
Piece prażalnicze dawnych ZGH Sabinów

Przedmiotem eksploatacji był poziom spągowy i środkowy. Od XIV wieku ludzie zamieszkujący region częstochowski wydobywali rudy i poprzez proces wytapiania otrzymywali z nich żelazo. Na przełomie XIX i XX wieku czynnych było 21 kopalń. Liczba ta ulegała zmianie. Po II wojnie światowej, na początku lat 50. XX wieku nastąpiło wyraźne i dynamiczne zwiększenie prac geologiczno-rozpoznawczych za rudami żelaza w regionie częstochowskim. Od 1950 roku rozpoczęto budowę 15 nowych kopalń, a do roku 1964 wybudowano ich 25. Na przestrzeni XX wieku eksploatację rud żelaza prowadzono w 7 rejonach: Żarki – Osiny, Jastrząb – Osiny, Bargły – Poczesna – Brzeziny, Konopiska – Łaziec – Dźbów, Gnaszyn – Wyrazów, Wręczyca, Truskolasy – Panki. Czynnych w nich było w różnych okresach 68 kopalń. Andrzej Adamski wyróżnia podział na 16 rejonów: Rejon Przybynów-Ogrodzieniec z obszarem badań Skałka-Rudniki, Rejon Kopalni Rud Żelaza Osiny, Rejon Kopalni Rud Żelaza Dźbów, Rejon Libidza-Olsztyn, Rejon kopalni Kłobuck I, Rejon Kłobuck II, Rejon kopalni XX-lecia PRL w Golcach, Rejon Golce-Hutka, Rejon Kałmuk, Rejon Panki, Rejon Zwierzyniec, Rejon Krzepice-Dankowice, Rejon Krzepicki, Rejon Rębielice-Lubojenka, Rejon Krzepice-Rudniki i Rejon Praszka.
W 1970 roku zapadła decyzja o likwidacji górnictwa rud żelaza w regionie częstochowskim. Jako pierwszą zlikwidowano w 1970 roku kopalnię „Rudniki” w Rudnikach koło Zawiercia, a ostatnią kopalnię „Wręczyca” we Wręczycy Wielkiej w 1982 roku. W latach 1903–1968 wyeksploatowano złoże na powierzchni 68 km². Częstochowski Obszar Rudonośny jest częścią Częstochowskiego Okręgu Przemysłowego. W grudniu 1980 roku na terenie kopalni Szczekaczka w Brzezinach udostępniono do zwiedzania muzeum rud żelaza im. Stanisława Staszica w Brzezinach Wielkich. Była to jedyna kopalnia tego typu w Polsce. Od 1989 roku Muzeum Górnictwa Rud Żelaza w Częstochowie funkcjonuje w parku im. Stanisława Staszica w Częstochowie.
Następstwa
Rozwój górnictwa i hutnictwa w Częstochowskim Obszarze Rudonośnym od XIV do XVII wieku przyczyniał się do powstawania nowych osad, gdzie zakładano kuźnicę i wydobywano rudę. Od zakładanych kuźnic brały początek nowe miejscowości, m.in. Poczesna, Błeszno, Gnaszyn, Panki. Wzrost wydobycia rud i budowa nowych zakładów na przełomie XIX wieku, a następnie po II wojnie światowej spowodował rozwój miejscowości. We wsi Raków (obecnie dzielnica Częstochowy) przy hucie Bernarda Hantkego wybudowano osiedle dla robotników, przeprowadzono elektryfikację, wybrukowano ulice, zbudowano szkołę i kościół. Po II wojnie światowej wybudowano osiedla dla robotników ze szkołami i przedszkolami oraz charakterystyczną Aleją Pokoju. Osiedla robotnicze powstały w Hucie Starej B, Dźbowie, Blachowni, pojedyncze bloki przy ul. Piłsudskiego czy w al. Wolności w Częstochowie. Przedsiębiorstwa Kopalni Rud Żelaza budowały placówki oświatowe. W 1979 roku na rzece Konopce, Kopalnia Rud Żelaza „Barbara” w Dźbowie wybudowała zalew Pająk w Konopiskach. Z wypompowywanej w kopalni „Dębowiec” w Dębowcu wody kopalnianej stworzony został zalew w Olsztynie (obecnie wyschnięty). Przedsiębiorstwa kopalniane sponsorowały kluby sportowe, m.in." Olimpia" Huta Stara, „Lot” Konopiska, Górnik Dźbów, huta Częstochowa sponsorowała klub Raków Częstochowa, huta Zawiercie sponsorowała klub Warta Zawiercie.
W wyniku rabunkowej działalności kopalnianej nastąpiła też degradacja środowiska na terenach pokopalnianych.
Po zamknięciu kopalni rud żelaza w latach 80. XX wieku w infrastrukturę pokopalnianą wykorzystano na prywatne kuźnie, zakłady związane z przemysłem żelaznym.
Do kuźniczej, górniczej lub hutniczej tradycji nawiązują herby wsi i gmin Konopiska, Poczesna, Panki oraz miast Blachownia i Poręba.

## Kopalnie rud żelaza
| kopalnie rud żelaza Częstochowskiego Obszaru Rudonośnego                                                                  | |
| Kopalnie oddziału blachowieńskiego istniejące na początku XIX wieku                                                       | Kamienica Polska • Bargły • Nierada • Konopiska • "Antoni" koło Dźbowa • Młynek • Gnaszyn • Łaziec • Warpy • Całka • Zakrzew • Wręczyca Mała • „Konstanty” koło Pierzchna |
| Niektóre kopalnie wieloszybikowe istniejące w końcu XIX i na początku XX wieku                                            | "Maria" w okolicy Dźbowa • "Łojki" w Łojkach • „Jan” w Gnaszynie • „Bolesław” w Jackowiźnie • „Emil” w Konopiskach • „Kąty I” i „Kąty II” w Konopiskach • „Nowiny” w Konopiskach • „Staropole” w Konopiskach • „Stanisław” między Łojkami w Konradowem • „Anna” między Łojkami a Konradowem |
| Kopalnie podziemne firmy „Modrzejów- Hantke” Zakłady Górniczo- Hutnicze S.A. w Konopiskach (otwierane w latach 1899–1934) | "Konopiska" w Konopiskach • "Józef" w Jastrzębiu • „Klepaczka” w Kamienicy Polskiej • „Wiesława” w Jastrzębiu • „Piotr” I w Jastrzębiu• „Nowiny I” i „Nowiny II” w Konopiskach • „Marianna” w Pałyszu • „Kąty I”, „Kąty II”, „Kąty III” i „Kąty IV” w Konopiskach • „Maria” w Konopiskach • „Franciszek” w Gnaszynie Dolnym • „Aleksander I”, „Aleksander II”, „Aleksander III” i „Aleksander IV” w Sobuczynie i okolicach Kuźnicy • „Emil” w Konopiskach • „Bolesław” w Jackowiźnie • „Janówka” w Konopiskach • „Halina” w Łaźcu • „Iza” w Konopiskach • „Jerzy” w Łojkach • „Krystyna” w Pankach        |
| Kopalnie firmy „Wspólnota Interesów” Zakłady Górniczo-Hutnicze S.A. w Częstochowie (otwierane w latach 1918–1939)         | "Aleksander I", "Aleksander II" w Gnaszynie Górnym • "Walenty" w Wygodzie • „Bernard dukle” w Wyrazowie • „Bernard” szyb centralny w Wyrazowie • „Paweł” w Gnaszynie Górnym • „Maria” w Łaźcu • „Aleksander III” w Dźbowie • „Brzózka” w Brzózce |
| Kopalnie odkrywkowe (otwierane w latach 1916–1934)                                                                        | „Nowiny” w Konopiskach (1916-1922) • „Nowiny” w Konopiskach (1926-1937) • „Kąty” w Konopiskach • "Krystyna" w Pankach • "Wincenty" w Nieradzie • "Progres" w Konopiskach • "Piast" w Wąsoszy Nieradzie • „Tomasz” w Nieradzie • „Loluchna szybikowa” w Konopiskach • „Maria I”, „Maria II”, „Maria III”, „Maria IV” w Łaźcu • „Bronisław” |
| Kopalnie uruchomione przed 1939 rokiem                                                                                    | „Aleksander III” w Sobuczynie • „Piotr” w Jastrzębiu • „Marianna” w Pałyszu • „Brzózka” w Brzózce • „Paweł I”, „Paweł II”, „Paweł III”, "Paweł IV" w Gnaszynie Górnym • "Walenty" w Wygodzie • "Maria" w Łaźcu • "Żarki I" w Ostrowie |
| Kopalnie uruchomione przez Niemców po 1939 roku                                                                           | „Aleksander IV” w Sobuczynie • „Karol” w Dźbowie • „Paweł V” w Gnaszynie Górnym • „Żarki II” w Ostrowie |
| Kopalnie oddane do eksploatacji w latach 1945–1970                                                                        | Powiat częstochowski: "Paweł VI" w Gnaszynie (Liszce Dolnej) • "Maria" w Sobuczynie • "Jerzy" w Łojkach • "Teodor" w Osinach • „Kuźnica” w Kuźnicy • „Barbara” w Dźbowie • „Tadeusz II” w Nowej Wsi • „Franciszek” w Gnaszynie • „Dębowiec” w Dębowcu • „Malice” w Kalei • „Szczekaczka” w Brzezinach Powiat kłobucki: „Wręczyca” we Wręczycy Wielkiej • „XX lecia PRL” w Golcach • „Złochowice” w Złochowicach • „Czesław” w Dębiecznej (Truskolasy) Powiat myszkowski: „Żarki III” w Ostrowie Powiat zawierciański: „Rudniki” w Rudnikach                                                               |
| Kopalnie rejonu „Borek” istniejące w latach 1919–1951                                                                     | „Młynek” w Mazurach • „Bargły I”, „Bargły II”, „Bargły III”, "Bargły IV", "Bargły V", "Bargły VI" w Bargłach • "Włodzimierz" w Hucie Starej A • „Gabriel” szyb I-II w Poczesnej • „Niwy Teodor” w Osinach • „Niwy” w Osinach • „Huta I”, „Huta II” w Starej Hucie • „Nowa Huta III”, „Nowa Huta IV” w Poczesnej • „Elżbieta” w Michałowie • „Maszynowy I”, „Maszynowy II” w Starej Hucie • „Ludwik” w Poczesnej • „Wojciech” w Jastrzębiu • „Jan” między Bargłami a Michałowem • „Jan” we Włodowicach • „Tadeusz”, później „Tadeusz I” koło Huty Starej A • „Aleksander” w Sobuczynie • „Młynek” w Poraju |

Oprócz wymienionych tutaj istniały kopalnie w okolicach wsi Kopalnia, „Gluckauf” i „Józef” w Kalei, „Aleksander” w Jastrzębiu, „Klepaczka” w Kamienicy Polskiej, „Katarzyna” w Wygodzie. Przed 1833 rokiem wydobywano żelazo do wielkiego pieca w Jaworzniku. W XVI wieku wydobywano rudę w Porębie w powiecie zawierciańskim. Rozwijał się tam wytop żelaza i stali. Po 1795 r. wybudowano piec odlewniczy, którego pozostałością jest wieża wyciągowa z 1798 roku.
W Osinach, Konopiskach?, Dźbowie, Sabinowie i Kłobucku znajdowały się piece prażalnicze.
Kopalnia rud żelaza znajdowała się w okolicy wsi Zumpy. Piece hutnicze znajdowały się w Chwostku, Bruśku i Tworogu.

## Kuźnice

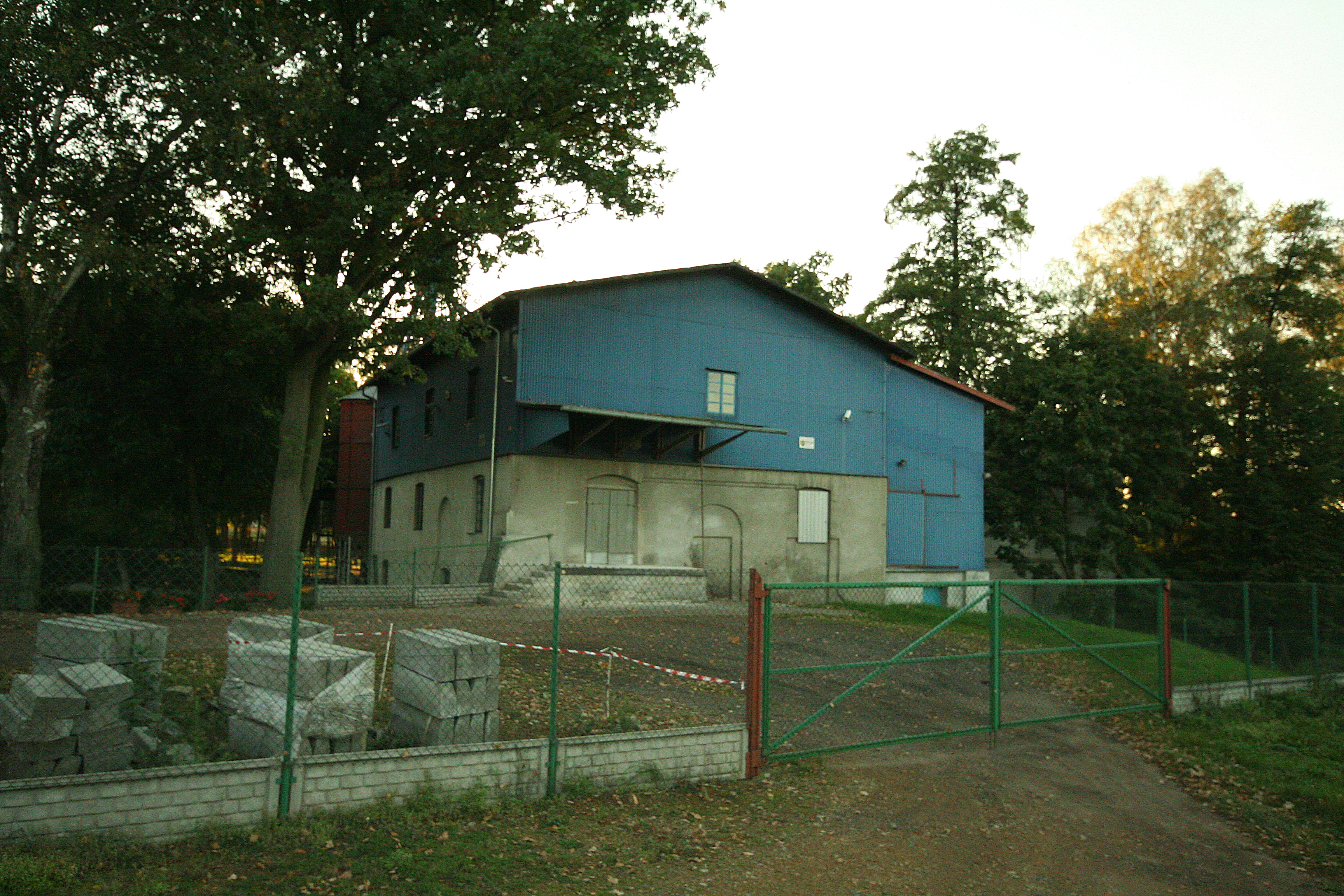
Kuźnica, obecnie młyn w Kuźnicy Starej

Już na początku XII wieku istniały kuźnice w Bobolicach, Koziegłowach, Olsztynie. Produkowały one żelazo na potrzeby warowni. W XVI wieku pod nazwami młynów pojawiają się również nazwy hut i kuźnic. W końcu XIV wieku w rejonie Częstochowy czynnych było 10 kuźnic. Wszystkie budowano przy ciekach wodnych, na których tworzono tamy. Do poruszania mechanizmów napędzających urządzenia kuźnic, wykorzystywano energię spiętrzonej wody. Paliwem był węgiel drzewny wypalany z drewna pozyskiwanego z wyrębu pobliskich lasów. Każda kuźnica zatrudniała przeciętnie od 6 do 12 kuźników, przy obsłudze trzech stanowisk, tj. pieca dymarskiego, pieca kowalskiego i młota kuźniczego. Rocznie wytapiano 12-17 ton żelaza. Do wytopienia jednej tony żelaza potrzeba było przeciętnie 5,2 ton rudy i tyle samo węgla drzewnego.
Rudę żelaza przywożono do Częstochowy nawet z odległego o 60 km Osjakowa. Kuźnica została tam założona w 1563 roku. Jeszcze w okresie międzywojennym w okolicach Osjakowa (Józefina, Jasień, Czernice) wydobywano rudę i transportowano ją do huty „Kościuszko” i „Pokój” na Śląsku oraz do Częstochowy.
| kuźnice leżące w Częstochowskim Obszarze Rudonośnym | |
| Kawodrza                                            | założona w 1377 roku |
| Błeszno                                             | założona w 1377 roku, od 1388 roku własność Paulinów |
| Gnaszyn lub Połeć                                   | założona w 1382 roku, później własność Paulinów, zlikwidowana przed 1573 rokiem |
| Pankowska                                           | w 1374 roku przywilej na założenie kuźnicy wydał książę Władysław Opolczyk, założona została w 1397 roku przez kuźników braci Panków |
| Przystajń                                           | założona przed 1400 rokiem |
| Ciszówka (Myszków)                                  | w XV wieku istniała kopalnia rud żelaza, w XVI zwana kuźnicą ciszowską, później istniała huta o trzech kotłach hutniczych, następnie wstawiono wielki piec                                                                                               |
| Hybak                                               | na początku XVI wieku istniała kuźnica Hybak w dzisiejszych Osinach, w wieku XVII zwana kuźnicą Chybakowską |
| Łojkowska lub Ławy                                  | założona w 1532 roku przez Błażeja Łojka na mocy prawa zatwierdzonego przez króla Zygmunta I Starego, drugi dekret otrzymał w roku 1553 Tomasz Łojek. W roku 1607 kuźnicę wykupił marszałek wielki koronny Mikołaj Wolski, od 1642 roku była nieczynna   |
| Dźbowska lub Konopczyńska                           | własność Konopków wymieniona w 1532 roku potem własność szlachecka Otwinowskich, Bedlińskich, istniała jeszcze około 1660 roku |
| Łaziec                                              | założona w 1553 roku przez Konopków, w roku 1620 wykupiona przez Mikołaja Wolskiego, w 1631 roku nieczynna |
| Wąsosze                                             | w roku 1589 własność Konopków, w 1620 roku wykupiona przez Mikołaja Wolskiego, w 1631 roku opuszczona |
| Poczesna lub Wały                                   | założona w 1569 roku, w 1660 roku jeszcze istniała |
| Poczesna Druga lub Klepaczka                        | założona przez Mikołaja Wolskiego, spustoszona w 1631 roku, jest jeszcze wymieniana w 1660 roku |
| Nierada                                             | założona przez Mikołaja Wolskiego, istniała od 1620 do 1630 roku, w 1631 zamieniona na folwark |
| Blachownia                                          | działała do drugiej połowy XVIII wieku, utożsamiana ze wzmiankowaną wcześniej kuźnicą założoną nad Stradomką przez Błażeja Łojka. W 1610 roku kuźnicę przejął i rozbudował Mikołaj Wolski. W 1630 roku produkowano tutaj „osiemset wozów żelaza rocznie” |
| Kamienica Polska                                    | działała w XVII wieku |
| Kuźnica Szwankowska                                 | działała w XVII wieku w okolicy dzisiejszej wsi Własna |
| Kuźnica Warczeska lub Warcka                        | działała od XVII wieku we wsi Kuźnica Stara w dobrach Koziegłowskich; kuźnica przybierała też nazwy: Szczwanek, Cwankowska i Frankowska |
| Kuźnica Stara                                       | kuźnica we wsi Kuźnica Stara w okolicach wsi Przystajń |

## Huty
Huta w Pankach
W okresie staropolskim funkcjonowała huta w Pankach. Została wybudowana na podstawie istniejącej od 1374 roku kuźnicy. Znaczny rozkwit przeżyła po przejęciu przez Mikołaja Wolskiego w 1605 roku. W XVII wieku odlewała między innymi działa dla klasztoru Jasnogórskiego. W XIX wieku był to zakład wielkopiecowy. Hutę zlikwidowano w 1881 roku, gdy produkcja stała się nieopłacalna.
Huta w Blachowni
W 1610 roku w Blachowni uruchomiona została manufaktura i piece hutnicze. Mikołaj Wolski wybudował tu blacharnię. W latach 1835–1837 Bank Polski zbudował hutę żelaza z maszyną parową oraz odlewnię blachy. W latach 50. XX wieku hutę rozbudowano. W 2002 roku upadł Zakład Elektryczno Metalurgiczny EMA-Blachownia SA. Następnie fabryka należała do PPUH Bostal. Od 2010 roku i upadku PPUH Bostal, produkcję rozpoczęła nowa fabryka WULFER sp. z o.o.
Huta w Zawierciu
7 listopada 1897 roku zatwierdzono statut Towarzystwa Akcyjnego Sosnowieckich Fabryk Rur i Żelaza, którego celem było wybudowanie huty w Zawierciu. Pierwsze warsztaty mechaniczne uruchomiono w 1900 roku. 3 grudnia 2003 spółka Commercial Metals AG przejęła 71% udziałów Huty Zawiercie S.A.
Huta w Częstochowie
Huta w Częstochowie zbudowana została w latach 1896–1902 przez Towarzystwo Zakładów Metalowych Bernard Hantke na powierzchni 64 ha w osiedlu Raków na lewym brzegu Warty w pobliżu kolei warszawsko-wiedeńskiej. Był to najnowocześniejszy i drugi co do wielkości (po Hucie Bankowej) tego typu zakład w Kongresówce. W 2005 hutę przejął ukraiński Związek Przemysłowy Donbasu. Od 2008 roku wydzielono ze struktur Huty dotychczasowy zakład koksownia, która od tego czasu działa jako osobna spółka pod nazwą Koksownia Częstochowa Nowa Sp. z o.o. W 2009 r. ISD Huta Częstochowa Sp. z o.o. sprzedała 100% udziałów w Koksowni Częstochowa Nowa Sp. z o.o. chorzowskiej spółce ZARMEN Sp. z o.o. W 2010 roku Zarząd Alchemia SA poinformował o zawarciu z ISD Huta Częstochowa przedwstępnej umowy sprzedaży Zakładu Produkcji Rur wchodzącego w skład Huty. Sprzedaż Zakładu Produkcji Rur jest kolejnym krokiem w restrukturyzacji Grupy ISD Polska.

## Kopalniana kolej wąskotorowa
Kopalnie były połączone siecią kolei wąskotorowej, dowożącej do kopalni belki potrzebne do budowania obudów, zawoziła wykopaną rudę do hut w Częstochowie, Blachowni i Zawierciu. Zawoziła również do pracy pracowników.

## Oświata
W Częstochowie istnieją szkoły, które powstały z myślą wykształcenia przyszłej kadry administracji kopalnianej, inżynierów koniecznych w procesie wydobycia rudy, a następnie jej obróbki w hutach.
- Do pracy w górnictwie, jak i hutnictwie przygotowywała Zasadnicza Szkoła Górnicza Zakładów Górniczo-Hutniczych w Sabinowie.
- 5 maja 1946 roku powstała Szkoła Przemysłowa Państwowej Huty „Częstochowa” przy ul. Okrzei, obecnie Zespół Szkół im. Bolesława Prusa w Częstochowie.
- 1 września 1958 roku została otwarta przyzakładowa Szkoła Zawodowa przy Hucie im. Bolesława Bieruta w Częstochowie. Od 2002 roku weszła w skład Zespołu Szkół im. Bolesława Prusa w Częstochowie.
- Od 1946 roku rozpoczęła nauczanie Szkoła Przemysłowo-Górnicza w budynku Liceum Ogólnokształcącego dla Dorosłych przy ul. Kościuszki 10, której w 1947 roku zmieniono nazwę na Gimnazjum Przemysłowo-Górnicze, a w roku szkolnym 1951/1952 wprowadzono nazwę: Państwowe Technikum Górnictwa Rud Żelaza. 1 września 1954 roku połączono Technikum Górnictwa Rud Żelaza z Technikum Mechaniczno-Elektrycznym. W 1958 roku przyłączono Zasadniczą Szkołę Górniczą i Wydział Górniczy Zaoczny. Zmieniono nazwę szkoły na Techniczne Zakłady Naukowe Górnictwa Rud, a 31 sierpnia 1981 roku ustalono nową nazwę szkoły: Techniczne Zakłady Naukowe im. gen. Władysława Sikorskiego w Częstochowie[2].
- W 1949 roku powstała Szkoła Inżynierska przy ul. Dąbrowskiego w Częstochowie. W 1955 roku została przekształcona w Politechnikę Częstochowską, uczelnię o profilu technicznym.

## Opieka zdrowotna
W Wygodzie znajduje się drewniany budynek dawnego ambulatorium kopalnianego z pocz. XX w. zbudowanego w Pałyszu. W latach 30. XX w. został przeniesiony w całości na Wygodę.
28 kwietnia 1963 r. otwarto Szpital im. Rudolfa Weigla w Ostrowach koło Blachowni zbudowany przez Zjednoczenie Kopalnictwa Rud Żelaza w Częstochowie. Miał być to szpital górniczy, zapewniający opiekę zdrowotną górnikom i członkom ich rodzin, gdyż początkowo subwencjonowany był w całości z funduszy centralnego budżetu Zjednoczenia Kopalnictwa Rud Żelaza. Przy „Hucie Częstochowa” wybudowano szpital dla hutników.